# Vasilij Jakovlevič Čičagov
Vasilij Jakovlevič Čičagov trascritto anche come Chichagov in russo Василий Яковлевич Чичагов? (28 febbraio 1726 – 4 aprile 1809) è stato un ammiraglio ed esploratore russo.
Fu il padre dell'ammiraglio  Pavel Vasilievič Čičagov, conosciuto per avere combattuto contro Napoleone.

## Biografia
Vasilij Čičagov nacque in Russia, ma si trasferì presto in Gran Bretagna, dove ricevette un'educazione essenzialmente militare. Tornato in patria durante l'adolescenza, fece il suo ingresso nella marina russa all'età di 16 anni. Nel 1764, lo scienziato Michail Lomonosov organizzò un'importante spedizione nei pressi della Siberia, allo scopo di individuare un possibile passaggio che univa l'Atlantico al Pacifico. Čičagov, che in quel periodo era il comandante del porto di Arcangelo, assunse la guida della spedizione ed a lui furono affidate le tre navi che vi parteciparono: la Čičagov, chiamata così in suo onore, la Panov e la Babaev. La missione di esplorazione durò un paio d'anni, al termine dei quali decise di abbandonare l'impresa, dal momento che non si riuscì a trovare questo passaggio.
Durante la prima Guerra russo-turca, a Čičagov fu affidato l'incarico di difendere lo stretto di Kerč', decisivo passaggio per accedere al Mare di Azov. Successivamente, amministrò i porti di Kronštadt ed Arcangelo, mentre nel 1788, dopo lo scoppio della Guerra russo-svedese, fu nominato comandante in capo della flotta russa dislocata nel Baltico. Tra il 1789 ed il 1790, vinse molte battaglie, tra cui quella di Reval del 13 maggio '89, permettendo così alla Russia di catturare un grande numero di ufficiali e soldati nemici e di portare a termine, in breve tempo, il conflitto.
Ritiratosi poco dopo dall'esercito e dall'attività navale, morì nel 1809 ad 83 anni.